# Franz Leppich
Franz Xaver Leppich – auch Leppig – (* 15. Oktober 1778 in Müdesheim an der Wern, Unterfranken; † um 1819 im Kaisertum Österreich) war ein deutscher Erfinder und Musiker. Er diente in der englischen sowie der österreichischen Armee, weilte zeitweise am Hofe Napoléons in Paris und stand als Flugpionier im Dienste des russischen Zaren Alexander I., für den er ein Bomben-Luftschiff bauen sollte.
Franz Leppich entstammte einer Bauernfamilie und sorgte in seiner Zeit für Schlagzeilen in der Presse.

## Jugend
Seine Mutter war eine geborene Schneider aus Arnstein-Reuchelheim.
Er wurde den 15. Oktober 1778 in Müdesheim geboren.
Seine Eltern aus Müdesheim die einfache Bauern waren, ließen ihm den ersten Unterricht in der lateinischen Sprache zu Würzburg erteilen, von da kam er auf das 50 km entfernte Gymnasium Münnerstadt auf die „Domschule“ (Gymnasium der Augustiner zur Ausbildung des Priesternachwuchses). Doch er erwies sich dessen nicht würdig und wurde nach zwei Jahren 1791 „wegen muthwilliger Streiche“ von dort entlassen und sollte dann – zurückgekehrt nach Müdesheim – wohl einfach Schreiner „mit Hobel und Leimpinsel“ werden. Mit seinem „ruhelosen Geist“ und einer besonderen mechanischen Begabung – ein „Tüftele“ – baute er jedoch bald ein komplexes Musikinstrument: ein Klavier oder zumindest etwas so ähnliches, mit 12 oder 13 Jahren, anschließend ging er zur Österreichischen Armee.

## Erfahrungen
Mit seinem richtigen Namen ist er in der Stammrolle der Kaiserlich-Österreichischen Armee in Wien als Kadett registriert, in der er bis zum Jahr 1798 blieb. Danach trat er in englische Kriegsdienste und wurde Soldaten-Werber für England, irgendwann taucht er dort als Mr. Smith auf, wo er bis zum Posten eines Kapitäns emporgestiegen ist. Nach etwas mehr als drei Jahren, beim Frieden von Amiens, nahm er auch hier seine Demission, und kehrte nach Deutschland zurück, wo er sich schließlich in Altona häuslich niederließ. Leppich heiratete die Adelige Anna von Voss und widmete sich ganz seiner Leidenschaft, der Konstruktion merkwürdiger Erfindungen. Es war auch in Altona, wo er Riffelsen kennenlernte, mit dem er einige Jahre gemeinsam an einem neuen Musikinstrument arbeitete. Ab 1805 findet man seinen Namen im Bürgerbuch der Stadt Altona. „Seine Heimat ehrt Franz Leppich 1810 seiner Erfindungen wegen mit der Verleihung der Ehrenmitgliedschaft bei der Polytechnischen Gesellschaft in Würzburg.“

## Berühmtheit als Musiker
Zwischen 1805 und 1810 verbesserte er das Melodikon, ein neuartiges Instrument das durch Reibung Töne ähnlich wie die Glasharmonika erzeugte, das er dann Panmelodicon bzw. Panmelodikon nannte. Er lernte dieses Instrument bei Riffelsen kennen und verbesserte es später in Wien. Er konnte dieses Instrument Napoléon während seines Aufenthaltes in Wien vorführen und bekam dessen Anerkennung dafür. Diese Erfindung erregte damals großes Aufsehen, wie die Presse jener Zeit berichtete. Er traf auf den Komponisten und Klaviervirtuosen Conradin Kreutzer, der von seiner Erfindung begeistert war, und zog mit ihm 1810–12 auf Konzertreisen. Sie konzertierten in Wien (von 29. März bis 7. Juni 1810), und München (26. und 30. Juni 1810), in Augsburg (7.–9. Juli 1810), Ulm (10. Juli 1810), Karlsruhe, Luzern (16. Juli 1810) und Bern, auch Stuttgart (im November 1810), Würzburg (1.–13. Dezember 1810), Aschaffenburg, Frankfurt, Mannheim (7. Januar 1811), Schweinfurt und Straßburg (31. Januar 1811) kamen in den „Genuss der nie zuvor gehörten Zauber-Töne“. Sein weiterer Weg führte ihn nach Paris, wo er für die Kaiserin (offenbar bereits Marie Louise) ein Panmelodikon baute.

## Luftfahrtpionier
Jene Zeit war geprägt von der ersten Realisierung des seit Menschengedenken gehegten Wunsches nach Bewegen in der dritten Dimension, dem Fliegen in der Luft – zunächst mittels Ballonen, die erstmals 1783 durch Heißluft (Montgolfière) und Wasserstoffgas (Charlière) samt menschlicher Fracht die Erdschwere überwanden. Darauf versuchten sich eine Reihe weiterer Ballonbauer an der Perfektionierung dieser Aerostaten und führten diese mit mehr oder weniger Erfolg dem begeisterten Publikum vor. Auch Leppich drängte es in diese Riege. Aber im Gegensatz zu vielen vor und nach ihm wollte er nicht Schausteller sein. Vielmehr plante er ein Gefährt für den praktischen Einsatz, das lenkbar wäre und mit dem große Lasten zu transportieren wären, er wollte „einen Luftballon zum Transport von großen Mengen Feuermaterial […] bauen, mit dem eine ganze Armee zu vernichten wäre“.

### Erste Arbeiten an einem Luftschiff
Im Umfeld von Kaiser Napoléon wurde bereits an Transportballonen experimentiert.

„1812 hatte Napoléon verfügt, daß die französischen Luftfahrer unterstützt werden sollten, die einen lenkbaren Luftballon bauen wollten.[…] teilte der Zar mit, […], daß in Frankreich an der Herstellung eines Luftschiffes gearbeitet werde. Nach Rußland sei ein Mechaniker Leppich gebracht worden, der, wie es den Anschein habe, größere Erfolge als die Franzosen erreicht habe.“

Leppich bot zunächst seine theoretische Erfindung zum Kauf an, doch Kaiser Napoléon lehnte ab und verbot Leppich weitere Experimente. Als Leppich in der Ortschaft Tubenchène trotzdem daranging, seine Idee zu verwirklichen, befahl der Kaiser Napoléon die Verhaftung von Leppich, der sich dieser durch die Flucht entzog. Bereits bei der Konzertreise im Jahr 1810 mit seinem Freund Kreutzer, machte er die Bekanntschaft des Königs von Württemberg, Friedrich I. Mit dessen Gönnerschaft sowie finanzieller Unterstützung des Verlegers Johann Friedrich Cotta richtete er im Januar 1812 im Tübinger Schloss eine Werkstatt ein, um abseits jeder Öffentlichkeit mit einigen tüchtigen Handwerkern an seinem Projekt zu arbeiten. Die französische Mission in Stuttgart interessierte sich für seine Arbeiten, wollte zunächst aber abwarten, bis er seine Maschine fertiggestellt und erprobt habe, der König Friedrich I. interessierte sich selber nicht dafür.
Am Stuttgarter Hof machte er auch die Bekanntschaft des russischen Gesandten, des Geheimen Rats Graf David Maximowitsch Alopaeus, dem er seine Idee erklärte und der davon dem Zaren berichtete.

„Im freimütigen Gespräch habe ihm Leppich gestanden, dass er sich früher für Bonaparte begeistert habe. Als sich dieser jedoch zum Kaiser habe ausrufen lassen und Anstalten machte, sich ganz Europa zu unterwerfen, sei seine Begeisterung in Haß umgeschlagen und er gehe jetzt mit dem Gedanken um, einen Luftballon zum Kampf gegen den Usurpator zu bauen. Leppich erzählte von seiner Absicht, seine Erfindung nach London weiterzugeben, doch Alopeus, riet ihm davon ab und überzeugte ihn, daß die Briten ihre ganze Aufmerksamkeit auf ihre Flotte konzentrierten. Die französische Mission in Stuttgart interessierte sich weiter abwartend für Leppichs Arbeiten, während der König zunächst unbeteiligt schien.“

Friedrich, der zuerst nichts von den aktuellen Plänen Leppichs wusste, wurde dessen Tätigkeit bald suspekt. Anfang April berichtete Alopeus darüber dem Zaren. Am 10. April 1812 – erhielt Leppich Besuch von einer Kommission, die sein Vorhaben auf Realisierbarkeit begutachten sollte. Die Kommission unter den Herren Carl Friedrich Kielmeyer, Johann Gottlieb Friedrich von Bohnenberger und Carl August von Eschenmayer kam insgesamt zu einem positiven Ergebnis.

„Die Möglichkeit einer Flugmaschine […] scheint insofern keinem Zweifel unterworfen […]. Was von einzelnen Theilen der Maschine bis jetzt bekannt ist, scheint dem vorgesehenen Zweck zu entsprechen […]. Nach sorgfältiger Untersuchung der Einrichtung Leppichs und der Zeichnungen hätten diese Professoren erklärt, die Maschine sei im Entwurf außerordentlich weitläufig gebaut und nur der praktische Versuch könne die Richtigkeit und die wirkliche Ausführbarkeit dessen bestätigen, was Leppich sich ausgedacht habe. […] Die Professoren hatten auch den bereits fertiggestellten Boden der Gondel besichtigt und eindeutig anerkannt, daß dieser den neuesten Erkenntnissen entspreche, und daß der Mechanikus in der Lage sei, bei seiner Arbeit ganz komplizierte mathematische Aufgaben anzuwenden.“

Am 18. April 1812 wurde Leppich in das Polizeiministerium vorgeladen und verhört. Er gab an, „sein Hauptzweck sey gewesen, diese Maschine in einem solchen vollkommenen Zustande zu verfertigen, um sie Seiner Königlichen Majestät […] [vorzuführen].“ Er mache sich anheischig, „in 4 Monaten 50 solcher Flugmaschinen, die mehr als hinreichend seyn würden, aus Deutschland eine selbständige Nation zu machen, und denjenigen Souverain an ihre Spize zu stellen, der von seiner Erfindung Gebrauch machen wolle.“
Er musste versprechen, das Land nicht ohne Genehmigung zu verlassen, niemandem etwas über den Gegenstand des Verhörs zu erzählen und ständig über den Fortgang seiner Arbeiten zu berichten. Nachdem sich der König Friedrich den Bericht der Kommission kommentarlos angehört hatte, wurde Leppich nochmals zum Polizeiministerium gerufen, wo man ihm eröffnete, dass er sofort seine Arbeit abzubrechen habe, und er selbst muss das Königreich binnen 10 Tagen verlassen.
Offenbar wollte Friedrich als Mitglied in dem von Napoléon protegierten Rheinbund aus Rücksicht auf diesen und die von Leppich genannten erforderlichen Kosten von 1 1⁄2 Millionen Gulden [für 50 Maschinen] den Alleingang mit dieser »Geheimwaffe« anderen überlassen.

„Napoléon hatte damals Anweisung gegeben, auf den König einzuwirken, daß er die Arbeiten des Erfinders abbrechen lasse.“

### Auftrag des Zaren
Wie oben erwähnt, hatte der Vertreter des Russischen Kaiserreichs beim Württembergischen Hof, Alopeus, bereits im März 1812 geheime Botschaften über sein Zusammentreffen mit Leppich und dessen Modell eines Flugapparats nach St. Petersburg (der damaligen russischen Hauptstadt) an den Staatskanzler Graf Nikolai Rumjanzew und wenig später unmittelbar an den Zaren Alexander gesandt. Das noch weiter zu entwickelnde Gerät „in der Gestalt einer mageren Kugel“ könne man mit Bomben und Raketen bestückt als Kampfluftschiff einsetzen. Die Versuche mit dem Modell seien erfolgreich verlaufen.

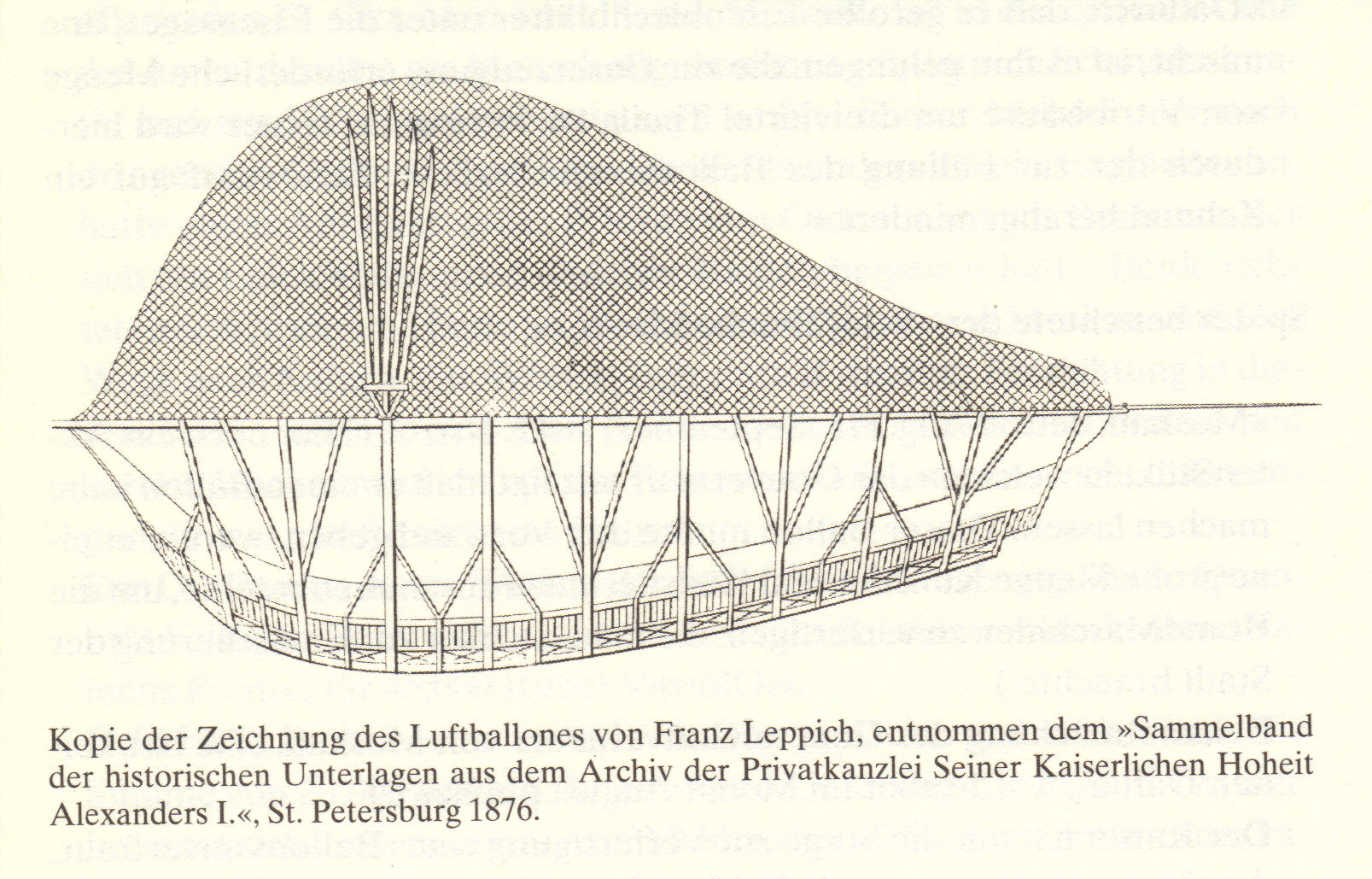
Entwurfs-Zeichnung des Luftschiffs für Zar Alexander I. von Franz Leppich

„Seinem Briefe [an den Zaren] fügte Alopeus eine von Leppich selbst gefertigte Zeichnung bei, die eine Gesamtansicht des Luftballons zeigte. Es war dies ein Ballon in Stromlinienform, der aussah wie eine langgestreckte Birne. Die obere Hälfte des Ballones wurde von einem Netz umspannt, das an einem Holzreifen befestigt war, der den Ballon in der Äquatorialebene wie ein Gürtel umgab. Der Reifen war durch Streben mit einem starren Holzkiel verbunden. An diesem Kiel war die Gondel untergebracht, die in ihrer äußeren Gestalt an eine offene Veranda eines Sommerhauses erinnerte. Die Fortbewegung des Ballons in der Luft sollte von Hand mit Hilfe zweier großer Ruder bewerkstelligt werden, von denen jedes 5 flügelartige Schaufeln besaß. Die Ruder erinnerten in der Zeichnung an eine menschliche Hand mit ausgestreckten Fingern.“

Mit seinem Schreiben bat Alopeus den Zaren, Mittel zur Unterstützung Leppichs anzuweisen. Alexander war begeistert und wünschte, Leppich nach Moskau zu holen.
Mit der Ausweisung Leppichs aus Württemberg war für Alopeus die Stunde des Handelns gekommen. Er ließ über seinen Botschafter-Kollegen am Bayerischen Hof in München, Fürst Iwan Barjatinski, Pässe besorgen – für Leppich als Dr. med. Heinrich Schmidt [bzw. Schmitt] aus Kurland und für seinen Begleiter, den Feldjäger Oberleutnant Jordan (zuvor Adjutant des Prinzen von Oldenburg), als Kurländer Feilchner. Damit sollten die beiden, wie Alopeus dem Zaren mitteilte, über Wien „am 11. April nach Rastwillow abreisen, wo man sie in Empfang nehmen und nach Rußland weiter begleiten müsse“ Außerdem beglich Alopeus für Leppich das 5000-Gulden-Darlehen von Dr. Cotta, der darüber seinen König informierte.

„In einem langen persönlichen Schreiben warnt Friedrich [daraufhin] seinen Gönner Napoléon vor dem ideenreichen Erfinder, dessen wirrer Kopf und übersteigerte Phantasie ihn staatsgefährlich machen können.“

Am 8. Mai 1812 trafen Schmidt (Leppich) und Feilchner (Jordan) in Russland ein. Durch Geheimkurier des Zaren wurde der Oberkammerherr Fürst Fjodor Rostoptschin in Moskau darüber und über das Vorhaben informiert. Der Zar wies auf die unbedingte Geheimhaltung hin, da auch in Frankreich an der Herstellung eines Luftschiffs gearbeitet werde, Leppichs Arbeiten aber erfolgversprechender schienen. Er selbst dürfe Leppich nicht in seinem Haus empfangen, „die Sache“ sei auch vor dem Moskauer Oberbefehlshaber Feldmarschall Graf Iwan Gudowitsch geheim zu halten, weil dessen Hausarzt und Vertrauter, Dr. Salwator, der Spionage für Frankreich verdächtigt werde. Stattdessen solle diese Angelegenheit dem Moskauer Zivilgouverneur, Fürst Nikolai Obreskow anvertraut werden. Am 27. Mai 1812 meldete Obreskow dem Zaren, dass er für die beiden sechs Werst von Moskau einen geeigneten Platz für die Arbeiten gefunden habe, Leppich habe mit dem Einkauf von Material begonnen.

### Geheime Werft bei Moskau
Am 7. Juni 1812 meldete Rostoptschin (der Gudowitsch als Oberbefehlshaber abgelöst hatte) dem Zaren den Beginn der Arbeiten. Der Name des Dorfes (Woronzowo) südwestlich vor Moskau blieb aber in beiden Schreiben unerwähnt, weil Spionage befürchtet wurde. Für den Auftrag über 5000 Arschinen (3550 m) eines besonderen Seidentaftgewebes – innerhalb 2 Wochen zu liefern – wurde die Kapazität einer ganzen Fabrik belegt. Leppich wurden Handwerksmeister aus St. Petersburg und Wilna beigeordnet, weil diesen fachlich mehr zuzutrauen sei und außerdem die Geheimhaltung leichter sei. Mehr als 500 Arbeiter waren in dieser streng bewachten und mit einem hohen Schutzwall umgebenen Luftschiffwerft tätig.
Am 4. Juli 1812 berichtete Rostoptschin an Alexander über eine persönliche Visite bei Leppich: Dieser führe Versuche zur Gewinnung von Wasserstoffgas durch und zwar mit rohrförmig aufgerolltem Eisenblech, das anstelle von Eisenfeilspänen in das Vitriolöl eingetaucht wurde. „Er habe versprochen, die große Maschine bis zum 15. August fertigzustellen. Die mit der Bewachung des Anwesens betraute, aus zwei Offizieren und fünfzig Soldaten bestehende Wachabteilung tue ihren Dienst Tag und Nacht ordnungsgemäß.“ Rostoptschin schilderte Leppich als sehr eifrig, der als Erster in der Frühe aufstehe und sich als Letzter schlafen lege. „Keiner von den hundert für diese Arbeit abgestellten Leuten sei jemals beim Faulenzen erwischt worden, alle arbeiten sie siebzehn Stunden am Tag bis sie umfallen vor Müdigkeit.“
Im Juli 1812 machte sich Alexander anlässlich eines Besuchs in Moskau selbst ein Bild von der Werkstätte Leppichs und sprach einige Minuten mit ihm. Am 8. August gab der Zar an Rostoptschin Instruktionen hinsichtlich einer zuverlässigen Mannschaft für den Probeflug des Luftboots. Leppich solle vorsichtig sein, „damit er nicht in die Hand des Feindes fällt“. Der mit der Verteidigung Moskaus betraute General Michail Kutusow sei zu informieren. Am 22. August kam von diesem die Anfrage, ob der Aerostat wohl zum Einsatz kommen könne; Napoléons Grande Armée war nicht mehr weit. Kutusow wollte sich bei einer Niederlage nach Moskau zurückziehen und die Stadt verteidigen. Da mit dem Einsatz des Aerostaten nicht mehr zu rechnen war, beauftragte der Kriegsminister Alexei Araktschejew den pensionierten Generalmajor Orlow-Tschesmenski mit der kurzfristigen Evakuierung der Werkstätten Leppichs zunächst nach Nischni Nowgorod. Der gebotenen Eile wegen (innerhalb 3 Stunden) konnte jedoch ein erheblicher Anteil der Ausstattung nicht auf die bereitgestellten 120 Wagen geladen werden und wurde vor Ort vernichtet. Am 1. September wurde Leppich nach Petersburg geschickt.
Die Brandlegung durch Leppich ist ein Gerücht, das durch die Eroberer später verbreitet wurde.

„6 Stunden vergingen 5 Tage, und alsdann konnten sich statt 50 Menschen nur zwei in die Luft erheben. Da fanden sich wieder Schwierigkeiten; die Sache endigte damit, daß Graf Rostoptschin, der Anfangs keinen Zweifel an dem Gelingen hatte, Leppich einen Charlatan nannte, und ihn am 1. September nach Petersburg schickte, den Ballon, die Instrumente und die anderen Substanzen aber, die 163,000 Rubel gekostet hatten, nach Nishny-Nowgorod. In der Hast konnte man nicht alles fortschaffen, und deshalb dienten die in geringer Menge zurückgebliebenen Materialien, die der Feind fand, demselben zum Vorwand einer Erdichtung, als ob der Ballon zur Verbrennung Moskwa’s angefertigt worden sei. Es mag sonderbar erscheinen, weshalb man zu diesem neuen, durch die Erfahrung nicht bewährten Vernichtungsmittel gegen die Feinde seine Zuflucht nahm. Eine solche Frage ist jetzt inmitten des Friedens und der Wohlfahrt sehr begreiflich […]“

Wesentliches wird auch durch die Briefe von und über Leppich, die übersetzt in Cobbett’s weekly political register von 1812 erschienen, bestätigt.

### Oranienbaum
Am 1. September reiste Leppich nach St. Petersburg. Er konnte Alexander und Araktschejew dazu überreden, ihm einen Raum und die Mittel zur Verfügung zu stellen, die Arbeiten fortzuführen. In Oranienbaum (heute Lomonossow) bei St. Petersburg arbeitete er ab Oktober 1812 unermüdlich an seiner Idee weiter. Am 6. November 1812 entschuldigte er sich beim Zaren, dass er wegen des Frostes und des durch den Transport beschädigten Ballons den versprochenen Flug nach St. Petersburg nicht habe antreten können. Araktschejew sandte daraufhin seinen Adjutanten nach Oranienbaum, der die laufenden Arbeiten begutachtete und zu dem Schluss kam, dass die Vorschläge des Herrn Schmitt durchaus begründet seien. Immer wieder versuchte Leppich, die flügelartigen Lenkruder zu verbessern und legte sich persönlich in die Riemen bis zur körperlichen Erschöpfung. Doch mit Muskelkraft gegen den Wind blieb er wirkungslos. So verging ein ganzes Jahr. Am 20. November des Jahres 1813 erstattete der Generalmajor Wyndomskij nach einer Visite seinen Bericht an Araktschejew, worauf die Arbeiten eingestellt wurden. Am 25. Februar 1814 reiste Leppich ab nach Deutschland.

## Zurück in der Heimat
Nach seiner Rückkehr kaufte er sich ein Schloss in Theilheim bei Wipfeld. Auch dort beschäftigte er sich weiter mit seinem Transport-Luftschiff, das (lt. Pierer) allerdings nie zum Einsatz kam. Dagegen soll es ihm (nach dem nicht mehr auffindbaren „Stachelhausen-Bericht“) 1817 gelungen sein, damit eine Eigenbewegung unabhängig vom Wind zu erreichen.
Mit einem seiner Zeit entsprechenden unvollkommenen physikalischen Wissen – selbst kompetente Wissenschaftler beurteilten seine Pläne positiv –, dafür aber mit überzeugenden Argumenten hatte er versucht, seine Vision vom lenkbaren Luftschiff zu verwirklichen. Die Zeit des Motor-Antriebs war noch nicht gekommen. Leppich verkaufte das Schlösschen an seine Theilheimer Ortsnachbarn Joel Rosenthal und Mändel Rosenbaum und verließ Theilheim. Die letzten derzeit bekannten Aktivitäten waren in Wien und weiterer Umgebung gemeinsam mit seinem Bruder Kasper Leppich.

## Andere Erfindungen
Als unermüdlicher Tüftler erfand er noch eine Maschine zur Nägel-Fabrikation. Kasper und Franz Leppich erhielten dafür am 11. Juli 1818 (23. Juni 1818) ein Privileg für fünf (sechs) Jahre in den österreichischen Ländern.
Andere Erfindungen, die auch mit Riffelsen in Verbindung gebracht werden können
- Vibrationsmaschine zum Heilen von Gicht.[21][2]
- Trotzkraftmaschine, zum Heben von großen Lasten.[2][13]